# Buenaventura (Kolumbien)
Buenaventura ist eine Hafenstadt und ein Municipio im kolumbianischen Departamento Valle del Cauca. Zum Gemeindegebiet gehört administrativ auch die küstenferne Pazifikinsel Malpelo.
Die Gemeinde hat den Sonderstatus eines Distrikts, Distrito Especial, Industrial, Portuario, Biodiverso y Ecoturístico de Buenaventura (Besonderer Industrie-, Hafen-, Biodiversitäts- und Ökoturismusdistrikt Buenaventura). Dies ist auch der offizielle Name der Gemeinde.

## Geographie
Buenaventura liegt an der Pazifikküste am Fuß der Anden im Departamento Valle del Cauca und bildet die Subregion Occidente. Das Stadtzentrum liegt auf der Insel Cascajal. Die Entfernung nach Cali, der Hauptstadt des Departamentos, beträgt 145 km. Buenaventura ist die flächenmäßig größte Gemeinde in Valle del Cauca. Die Gemeinde grenzt im Norden an El Litoral de San Juan im Departamento del Chocó, im Osten an Calima, Dagua, Cali und Jamundí, im Süden an Buenos Aires und López de Micay im Departamento del Cauca und im Westen an den Pazifik.

## Bevölkerung
Die Gemeinde Buenaventura hat 432.501 Einwohner, von denen 398.624 im städtischen Teil (cabecera municipal) der Gemeinde leben (Stand: 2019). Buenaventura ist ein Zentrum der afrokolumbianischen Kultur.

## Geschichte
Buenaventura wurde am 14. Juli 1540 von Juan de Ladrilleros im Auftrag von Pascual de Andagoya 16 km vom heutigen Stadtzentrum entfernt gegründet und nach dem Heiligen Bonaventura von Bagnoregio benannt. Noch vor 1600 wurde die Kolonialstadt von Indigenen wieder zerstört, später aber wieder aufgebaut.

## Religion
In Buenaventura hat das Bistum Buenaventura seinen Sitz.

## Sport
In Buenaventura war der kurzlebige Fußballverein Pacífico FC beheimatet, der seine Heimspiele im Stadion Polideportivo El Cristal austrug, das etwa 3000 Zuschauern Platz bietet. Pacífico FC spielte 2010 und 2011 in der zweiten kolumbianischen Liga.

## Infrastruktur
Erst mit der Eröffnung des Panamakanals begann die Entwicklung des bedeutenden Hafens. Heute ist die Stadt der wichtigste kolumbianische Hafen an der Pazifikküste mit einem Warenumschlag von ca. 8 Millionen Tonnen Güter jährlich (2016). Besondere Bedeutung hat der Export von Kaffee und anderen landwirtschaftlichen Produkten wie Zucker, Holz und Shrimps, aber auch Metallen wie Gold und Platin aus dem Chocó.
Buenaventura verfügt über einen Flughafen, den Aeropuerto Gerardo Tobar López (IATA-Code: BUN).

## Söhne und Töchter der Stadt
- Achito Vivas (* 1934), Fußballspieler
- Delio Gamboa (1936–2018), Fußballspieler
- Marino Klinger (1936–1975), Fußballspieler
- Freddy Rincón (1966–2022), Fußballspieler
- Yuri Buenaventura (* 1967), Musiker
- Adolfo Valencia (* 1968), Fußballspieler
- Manuel Arboleda (* 1979), Fußballspieler
- Edison Miranda (* 1981), Boxer
- Duvier Riascos (* 1986), Fußballspieler
- Arbey Mosquera (* 1988), Fußballspieler
- Bladimir Yovany Díaz Saavedra (* 1992), Fußballspieler